# Tecate (Baja California)
Tecate ist eine Grenzstadt im mexikanischen Bundesstaat Baja California. Sie hat 64.764 Einwohner und ist die Hauptstadt des gleichnamigen Municipios Tecate mit 101.079 Einwohnern (Stand 2010). Sie liegt an der Grenze zu den USA, direkt gegenüber der kalifornischen Ortschaft Tecate. 

## Geschichte
Die Stadt wurde 1861 gegründet. Im Jahr 1914 baute man in Tecate eine Eisenbahnstation. 1954 wurde das Municipio Tecate gegründet.

## Sonstiges
Es gibt eine 1944 in Tecate gegründete und nach der Stadt benannte Biermarke (Tecate und Tecate Light), die seit 1954 zu FEMSA gehört. Das Unternehmen betreibt auch heute noch eine Brauerei in Tecate.

## Persönlichkeiten
- Paola Núñez (* 1978), Schauspielerin